# Romantische film
Een romantische film is een filmgenre waarin de liefde tussen twee personages centraal staat. Vaak staan financiële problemen, een ziekte, discriminatie, familie of andere zaken hun liefde in de weg. Romantische films vallen daardoor vaak ook binnen het dramagenre.
Vaak geziene thema's zijn liefde op het eerste gezicht, jong met oud, obsessie, passie en tragedie (drama). Ze eindigen veelal met het overwinnen van de obstakels, eindelijk samen zijn en een finale kus.

## Voorbeelden
- Dark Victory (1939)
- Gone with the Wind (1939)
- Wuthering Heights (1939)
- Casablanca (1942)
- Lady and the Tramp (1955)
- An Affair to Remember (1957)
- West Side Story (1961)
- Dr. Zhivago (1965)
- Love Story (1970)
- Harold and Maude (1971)
- The Way We Were (1973)

- Annie Hall (1977)
- An Officer and a Gentleman (1982)
- Moonstruck (1987)
- Wings of Desire (1988)
- Ghost (1990)
- Sleepless in Seattle (1993)
- Titanic (1997)
- Eternal Sunshine of the Spotless Mind (2004)
- The Notebook (2004)
- Brokeback Mountain (2005)
- Atonement (2007)